# Calydorea minima
Calydorea minima är en irisväxtart som beskrevs av Roitman och J.A.Castillo. Calydorea minima ingår i släktet Calydorea och familjen irisväxter. Inga underarter finns listade i Catalogue of Life.